# جزيرة العلم في الشارقة

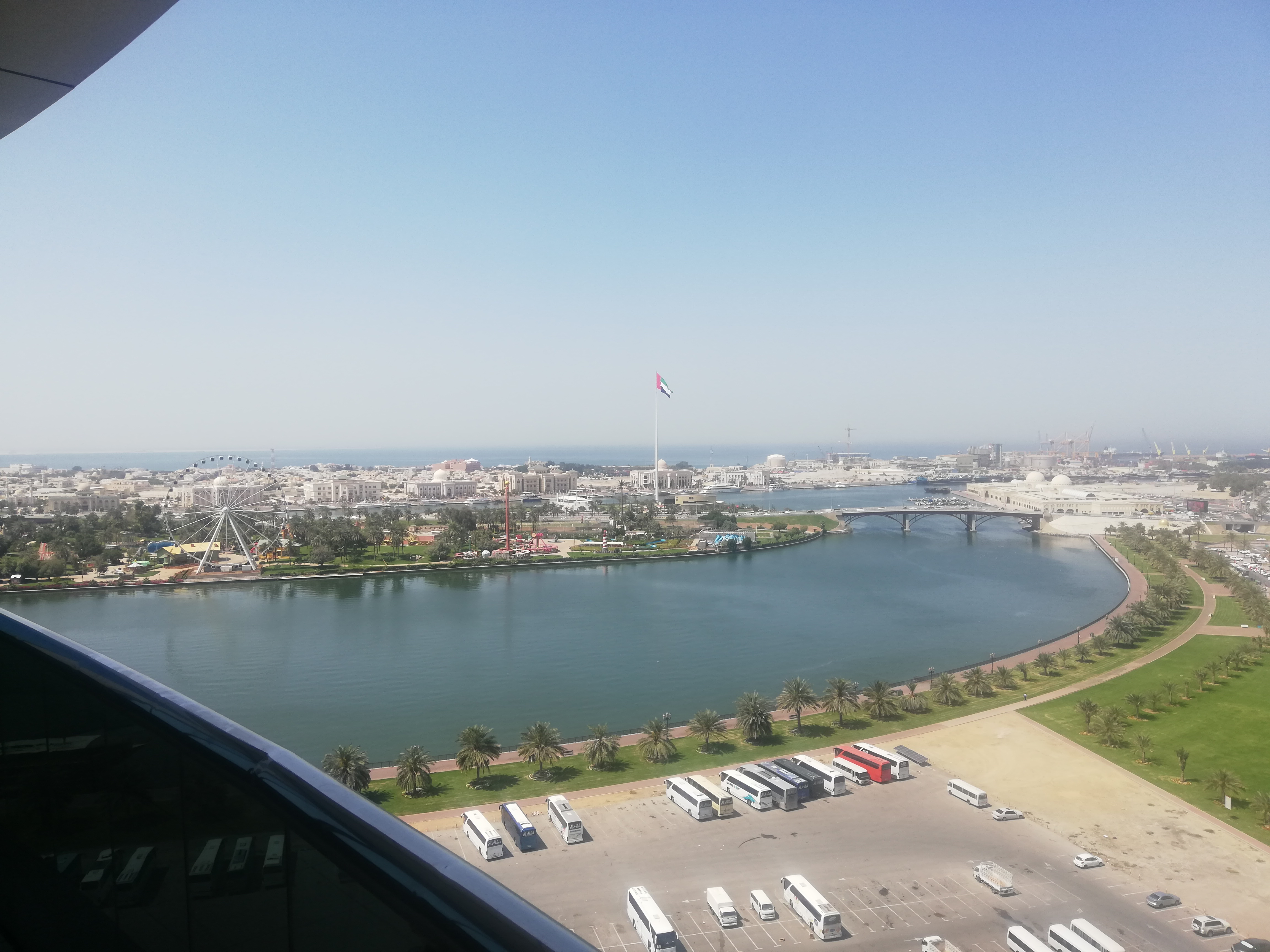
جزبرة العلم

جزيرة العلم في الشارقة في الشارقة في الإمارات العربية المتحدة وشاهداً على الإنجازات التي تحققت تحت ظل راية الاتحاد. تقع جزيرة العلم مقابل منطقة الكورنيش بالقرب من مجمع الدوائر الحكومية في منطقة اللية. تم افتتاحها من قبل الشيخ الدكتور سلطان بن محمد القاسمي (عضو المجلس الأعلى حاكم الشارقة) في 2 ديسمبر 2012 خلال الاحتفال باليوم الوطني الـ41 للإمارات. وتقف سارية العلم، التي تعدّ سابع أطول سارية في العالم، شامخة على أرض الجزيرة، إذ يرفرف علم دولة الإمارات عالياً في سماء الشارقة على ارتفاع 123 متراً، ليكون بذلك عنواناً للعزة والمجد والفخر. ينطر القائمون ان تكون الجزيرة من الوجهات السياحية والثقافية والفنية في الشارقة والدولة، لما يحمله المكان من رمزية وطنية متمثلة في السارية التي يرفرف عليها علم دولة الإمارات عاليا.

## المعالم
يبلغ قطر جزيرة العلم 65 متراً، وهي دائرية الشكل، تتضمن مسطحات خضراء، وأرصفة أنيقة مصممة بطريقة عصرية، تتميّز ببلاط متداخل متعدد الألوان والأشكال، ومن أبرز معالمها سارية العلم، إضافة إلى المسرح المفتوح الذي دشن بإقامة احتفاءً باليوم الوطني الـ43 لدولة الإمارات.

## السارية
تم تدشين السارية ضمن  حيث تعد سابع أعلى سارية في العالم بارتفاع 123 متر والتي تتساوى في ارتفاعها مع السارية المتواجدة في العاصمة أبوظبي